# Segnerovo kolo
Segnerovo kolo ili Segnerova turbina je vrsta vodne turbine, koju je izumio Johann Andreas von Segner u 18. stoljeću. Po načinu rada slično je Heronovoj kugli.
Segnerovo kolo se može postaviti u neku rupu u zemlji (ili na nagibu brda). Voda dolazi s gornje strane, u vertikalnu cijev, u kojoj je smješten rotor, sa specijalno zakrivljenim mlaznicama. Zbog hidrostatičkog tlaka, voda je izbačena kroz mlaznice, što uzrokuje okretanje rotora. Koristan moment sile se prenosi preko remena i dvije remenice na neki uređaj, koji se isto može okretati. 
Iako se danas taj način rada ne koristi za vodne turbine, možemo ga zapaziti kod impulsnih rasprskivača, koje možemo vidjeti u vrtovima, nogometnim igralištima, golf terenima itd.